# Стрюківська сільська рада
Стрю́ківська сільська́ ра́да — орган місцевого самоврядування Стрюківської сільської громади у Березівському районі Одеської області.

## Склад ради
Рада складається з 16 депутатів та голови.
- Голова ради: Самойленко Віктор Олександрович
- Секретар ради: Ламброва Неля Борисівна

### Керівний склад попередніх скликань
| Прізвище, ім'я, по батькові     | Основні відомості                                                                      | Дата обрання | Дата звільнення |
| ------------------------------- | -------------------------------------------------------------------------------------- | ------------ | --------------- |
| Какора Марія Іванівна           | Сільський голова, 1948 року народження, освіта вища, член Комуністичної партії України | 26.03.2006   | 31.10.2010      |
| Какора Марія Іванівна           | Сільський голова, 1948 року народження, освіта вища, член Партії регіонів              | 31.10.2010   | 05.03.2013      |
| Самойленко Віктор Олександрович | Сільський голова, 1963 року народження, освіта вища, член Партії регіонів              | 15.12.2013   |                 |

Примітка: таблиця складена за даними сайту Верховної Ради України

### Депутати
За результатами місцевих виборів 2010 року депутатами ради стали:

#### За суб'єктами висування
| Суб'єкт висування                                       | Кількість обраних депутатів | %    |
| ------------------------------------------------------- | --------------------------- | ---- |
| Партія регіонів                                         | 6                           | 37,5 |
| Самовисування                                           | 6                           | 37,5 |
| Народна партія                                          | 3                           | 18,8 |
| Політична партія Всеукраїнське об'єднання «Батьківщина» | 1                           | 6,3  |

#### За округами
| № округу                                                | Прізвище, ім'я, по батькові       | Дата визнання обраним | Освіта             | Партійна приналежність                        | Відомості про обраного депутата                                    |
| ------------------------------------------------------- | --------------------------------- | --------------------- | ------------------ | --------------------------------------------- | ------------------------------------------------------------------ |
| Народна Партія                                          |                                   |                       |                    |                                               |                                                                    |
| 6                                                       | Афанасьєв Олександр Миколайович   | 04.11.2010            | вища               | член Народної партії                          | ТОВ «Ісаївська МТС», завідувач током                               |
| 7                                                       | Підопригора Ніна Георгіївна       | 04.11.2010            | вища               | член Народної партії                          | ТОВ «Ісаївська МТС», водій                                         |
| 13                                                      | Парталоха Віктор Анатолійович     | 04.11.2010            | середня            | член Народної партії                          | приватний підприємець                                              |
| Партія регіонів                                         |                                   |                       |                    |                                               |                                                                    |
| 1                                                       | Доля Вікторія Борисівна           | 04.11.2010            | вища               | член Партії регіонів                          | Ісаївська сільська рада, секретар                                  |
| 5                                                       | Кузьміна Світлана Борисівна       | 04.11.2010            | вища               | член Партії регіонів                          | Ісаївська сільська рада, діловод                                   |
| 9                                                       | Лупенко Микола Павлович           | 04.11.2010            | середня            | член Партії регіонів                          | фермерське господарство «Стимул», голова                           |
| 11                                                      | Куценко Олександр Павлович        | 04.11.2010            | середня            | член Партії регіонів                          | ТОВ «Ісаївська МТС», головний бухгалтер                            |
| 12                                                      | Парталоха Валентина Володимирівна | 04.11.2010            | середня спеціальна | член Партії регіонів                          | Ісаївська сільська рада, землевпорядник                            |
| 16                                                      | Ламброва Неля Борисівна           | 04.11.2010            | вища               | член Партії регіонів                          | Ісаївський професійно-аграрний ліцей, старший майстер              |
| Політична партія Всеукраїнське об'єднання «Батьківщина» |                                   |                       |                    |                                               |                                                                    |
| 8                                                       | Делігіоз Тетяна Іванівна          | 04.11.2010            | вища               | член Всеукраїнського об'єднання «Батьківщина» | приватний підприємець                                              |
| Самовисування                                           |                                   |                       |                    |                                               |                                                                    |
| 2                                                       | Садовий Василь Петрович           | 04.11.2010            | середня            | позапартійний                                 | тимчасово не працює                                                |
| 3                                                       | Бурковська Надія Миколаївна       | 04.11.2010            | середня            | позапартійна                                  | тимчасово не працює                                                |
| 4                                                       | Максименко Ігор Миколайович       | 04.11.2010            | середня            | позапартійний                                 | тимчасово не працює                                                |
| 10                                                      | Мовчан Віктор Григорович          | 04.11.2010            | середня            | позапартійний                                 | Ісаївська загальноосвітня школа І-ІІ ст., директор                 |
| 14                                                      | Мартиновська Наталя Олександрівна | 04.11.2010            | середня спеціальна | позапартійна                                  | Ісаївський професійно-аграрний ліцей, майстер виробничого навчання |
| 15                                                      | Сізоченко Анатолій Михайлович     | 04.11.2010            | середня            | позапартійний                                 | Ісаївський професійно-аграрний ліцей, механік                      |